# Peloton (Militär)

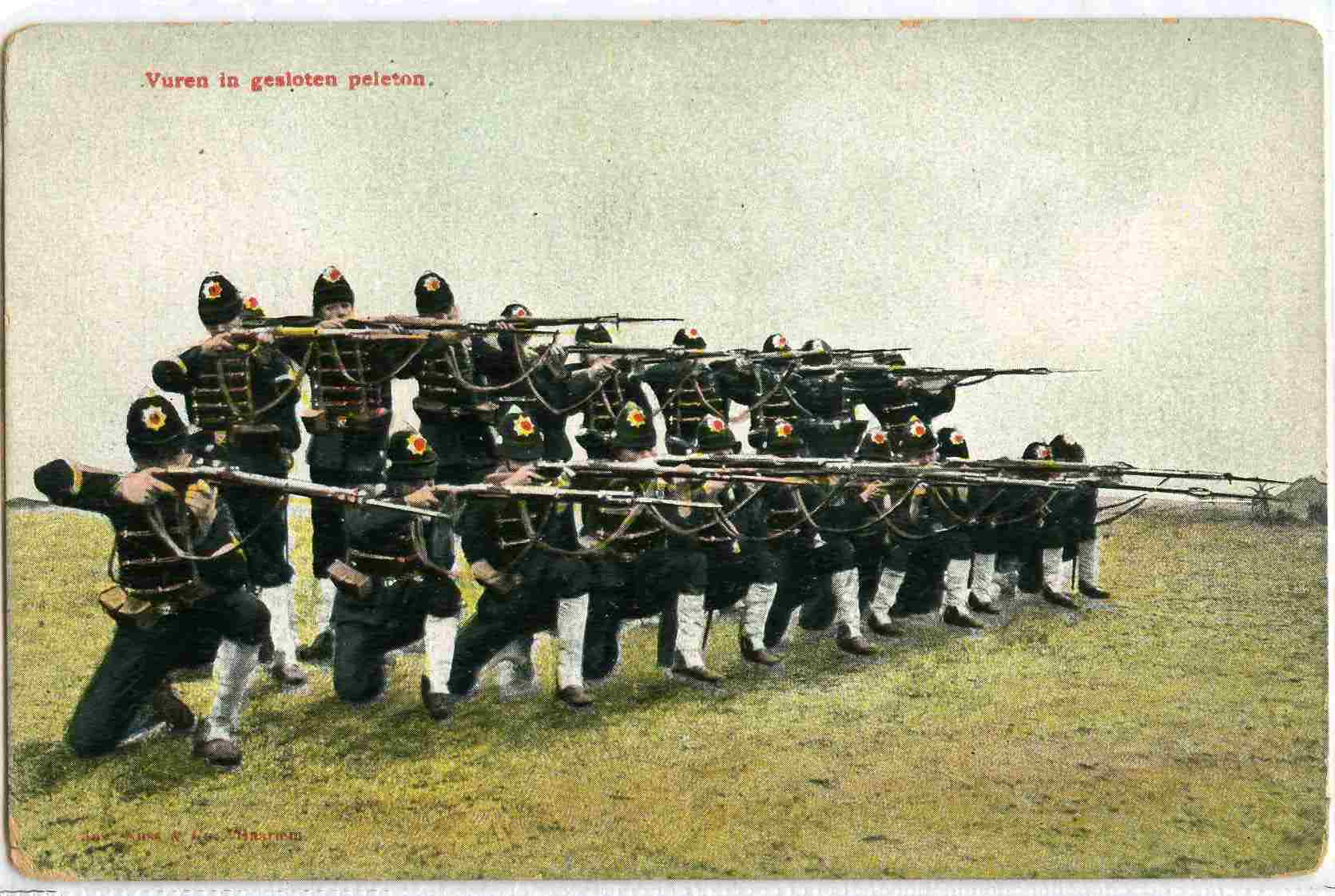
Feuern im geschlossenen Peloton, ca. 1905

Peloton (Französisch: ‚kleiner Haufen‘ vom lateinischen pila ‚Ball‘, ‚Knäuel‘) bezeichnet bei der französischen Armee eine Truppeneinheit vergleichbar einem Zug bei deutschsprachigen Armeen, mit etwa 30 bis 40 Soldaten.
Dabei wird dieser Begriff vorwiegend in Verbänden verwendet, die sich in der Tradition berittener Verbände sehen und der Gendarmerie. In anderen französischen Verbänden werden entsprechende Gliederungen als Section bezeichnet. Auch in anderen Ländern wurde der Begriff verwendet und bezeichnete dabei eine kleinere Truppeneinheit unterhalb Kompaniestärke, die meist mehrere Züge oder Rotten von Fußsoldaten umfasste. Aus dem Wort Peloton leitet sich der Begriff Platoon, der in anglophonen Streitkräften für einen militärischen Zug steht, ab. 
Im 18. Jahrhundert bildete das Peloton beim preußischen Heer den achten Teil eines Bataillons. Beim Pelotonfeuer schossen die acht Pelotons abwechselnd jeweils geschlossen eine Musketensalve ab, sodass der Eindruck eines „rollenden Feuers“ entstand. Das Abfeuern der Musketen wurde auf den Flügeln der Schlachtreihe begonnen und zur Mitte fortgesetzt.
Im Heer des deutschen Kaiserreiches (1871–1918) lag die Friedensstärke eines Pelotons der Infanterie bei ca. 80 Unteroffizieren und Mannschaften. Das Peloton bestand aus vier Zügen, drei Pelotons bildeten eine Kompanie.
Militärische Erschießungskommandos werden auch als Hinrichtungspeloton bezeichnet.